# اونیکاچی آپام
اونیکاچی آپام (انگلیسی: Onyekachi Apam؛ زادهٔ ۳۰ دسامبر ۱۹۸۶) بازیکن فوتبال اهل نیجریه است.
از باشگاه‌هایی که در آن بازی کرده‌است می‌توان به باشگاه فوتبال رن، باشگاه فوتبال سیاتل ساندرز، و باشگاه فوتبال نیس اشاره کرد.
وی همچنین در تیم‌های ملی فوتبال زیر ۲۰ سال نیجریه، زیر ۲۳ سال نیجریه و نیجریه بازی کرده‌است.
وی در مسابقات بین‌المللی در مجموع برندهٔ ۱ مدال نقره شده‌است.